# Dead Man
Dead Man es una película wéstern de 1995, dirigida y producida por Jim Jarmusch en la que actúan Johnny Depp, Gary Farmer, Billy Bob Thornton, Iggy Pop, Crispin Glover, John Hurt, Michael Wincott, Lance Henriksen y Robert Mitchum (su último papel cinematográfico). La obra, tildada de Acid Western por su director, incluye elementos distorsionados del género western. Fue filmada de principio a fin en blanco y negro. Algunos la consideran la obra cúspide del wéstern postmoderno y la relacionan con hitos de la literatura postmoderna como la  novela Meridiano de sangre de Cormac McCarthy.

## Trama
William Blake, un contable de Cleveland, Ohio, viaja en tren a la colonia industrial fronteriza de Machine para aceptar un trabajo de contabilidad prometido en la fábrica metalúrgica local. Durante el viaje, el fogonero del tren advierte a Blake contra la empresa. Al llegar a la ciudad, Blake comprueba la hostilidad de los habitantes hacia él. Descubre entonces que el puesto ya ha sido cubierto y John Dickinson, el feroz propietario de la empresa, expulsa a Blake del lugar de trabajo a punta de pistola.
Sin trabajo y sin dinero ni perspectivas, Blake conoce a Thel Russell, una exprostituta que vende flores de papel, que lo lleva a su casa. Charlie, el exnovio de Thel, les sorprende en la cama, le dispara a Blake, matando accidentalmente a Thel al protegerlo ésta con su cuerpo. La bala atraviesa a Thel y hiere a Blake, que mata a Charlie con la pistola de Thel antes de escapar por la ventana y huir del pueblo en el caballo de Charlie. El dueño de la compañía, Dickinson, resulta ser el padre de Charlie y contrata a tres asesinos (Cole Wilson, Conway Twill y Johnny «The Kid» Pickett) para que traigan a Blake «vivo o muerto».
Al despertarse, Blake se encuentra con un enorme nativo americano que intenta extraerle la bala del pecho. El hombre, que se hace llamar Nadie, revela que la bala está demasiado cerca del corazón de Blake como para extraerla, lo que convierte a Blake en un muerto (en inglés, dead man) viviente. Cuando se entera del nombre completo de Blake, Nadie cree que Blake es una reencarnación de William Blake, un poeta al que idolatra pero del que Blake ignora su existencia. Nadie decide cuidar de Blake y utilizar métodos nativos para ayudarle a morir.
Blake escucha sobre el pasado de Nadie, marcado por los prejuicios tanto de otros nativos como de los blancos: Sus padres pertenecían a dos tribus opuestas, los Piikáni y Apsáalooke, respectivamente. De niño, soldados ingleses lo secuestraron y lo llevaron a Europa como un salvaje modelo. Recibió una breve educación antes de volver a su hogar, donde sus historias sobre el hombre blanco y su cultura fueron objeto de burla por parte de sus amigos indígenas. Así, le apodan Xebeche: «El que habla alto, sin decir nada». Nadie decide escoltar a Blake hasta el Océano Pacífico para devolverlo al lugar que le corresponde en el mundo de los espíritus.
Blake y Nadie viajan hacia el oeste, dejando un rastro de muertos y encontrándose con carteles de «Se busca» que anuncian recompensas cada vez más altas por la muerte o captura de Blake. Nadie deja a Blake solo en una área desolada al decidir que Blake debe someterse a una búsqueda de visión. En su búsqueda, Blake mata a dos U.S. Marshals, experimenta visiones de espíritus de la naturaleza y llora sobre los restos de un cervatillo muerto que sus perseguidores matan accidentalmente. Se pinta la cara con la sangre del cervatillo y vuelve a reunirse con Nadie. Mientras tanto, el miembro más feroz de la partida de cazarrecompensas, Cole Wilson, ha matado a sus propios compañeros (comiéndose a uno de ellos) y continúa su persecución en solitario.
En un puesto de intercambio comercial, un misionero intolerante identifica a Blake e intenta matarlo, pero en lugar de eso muere a manos de Blake. Poco después, Blake recibe otro disparo y su estado empeora rápidamente. Nadie se apresura a llevarlo por el río hasta un poblado makah y convence a la tribu de que le dé una canoa para que sirva como barco funerario de Blake. Delirante, Blake recorre el poblado, donde la gente se compadece de él, antes de desplomarse a causa de las heridas.
Blake despierta en una canoa, en una playa, vestido con un traje funerario indígena. Nadie se despide de él y empuja la canoa mar adentro. Mientras se aleja flotando, Blake ve a Cole acercándose a Nadie. Demasiado débil para gritar, sólo puede ver cómo ambos se disparan y se matan mutuamente. Mirando al cielo por última vez, Blake muere mientras su canoa se adentra en el mar.

## Reparto
- Johnny Depp como William Blake, un modesto contable de Cleveland, Ohio
- Gary Farmer en el papel de Nadie, un nativo americano fuerte y obstinado criado a la fuerza por los blancos y que más tarde recibe el apodo peyorativo de Xebeche, o «el que habla alto y no dice nada», por parte de sus amigos indios.
- Crispin Glover como el fogonero del tren, un calderero cubierto de carbón que da la bienvenida a Blake al «infierno» de la ciudad industrial de Machine.
- Lance Henriksen como Cole Wilson, un infame cazarrecompensas y caníbal asesino
- Michael Wincott como Conway Twill, un cazarrecompensas parlanchín
- Eugene Byrd como Johnny «The Kid» Pickett, un joven cazarrecompensas
- John Hurt como John Scholfield, el director comercial de la fábrica de Dickinson
- Robert Mitchum en el papel de John Dickinson, un industrial armado con una escopeta en Machine (el último papel cinematográfico de Mitchum antes de su muerte en 1997)
- Iggy Pop como Salvatore «Sally» Jenko, un comerciante de pieles travestido que lee la Biblia en un campamento
- Gabriel Byrne como Charlie Dickinson, exnovio de Thel e hijo de John Dickinson
- Jared Harris como Benmont Tench, un comerciante de pieles que lleva un cuchillo en el campamento de Sally
- Mili Avital como Thel Russell, una exprostituta que fabrica y vende flores de papel
- Billy Bob Thornton como Big George Drakoulias, un montañés en el campamento de Sally
- Michelle Thrush como la novia de Nadie
- Gibby Haynes como Hombre con pistola en el callejón
- Alfred Molina como un misionero y hombre de negocios corrupto

## Comentarios

### ElViaje del Héroe
El viaje de William es un descenso órfico, es decir una travesía del cielo hacia el infierno (como lo designa el mecánico del tren en la primera escena), de la civilización hacia la barbarie, de la razón hacia los instintos. Al traspasar el fin de la línea férrea, William está cruzando las fronteras del orden para llegar a los territorios donde no hay ley, sólo caos. Por lo tanto, tiene que transformarse. En su vida anterior, según Nadie, había sido poeta y pintor, ahora es contable, pero se tiene que convertir en asesino para sobrevivir. Tus poemas ahora serán escritos con sangre, dice Nadie en sus primeros diálogos. De esta manera, el protagonista tiene un viaje interior también, además de su viaje físico. Tiene que convertirse en un bárbaro que sabe matar sin pestañear. Para lograrlo, el protagonista tendrá que pasar por ciertas pruebas de supervivencia, que en el fondo consisten en agudizar los sentidos y matar confiadamente, sin titubeos. Comienza siendo completamente dependiente de Nadie, pero después de sobreponerse a ciertos obstáculos, matar ciertas personas, va madurando de a poco. Sólo en el momento en que Nadie lo deja a sobrevivir solo, William se transforma en hombre, asume su rol de hombre salvaje y mata a dos hombres de la ley, diciendo: ¿conoces mis poemas?, pero refiriéndose a sus asesinatos. Ahora está escribiendo sus poemas con sangre como había dicho Nadie. 
Al final de la película, William Blake es un famoso asesino buscado por la ley, por el que ofrecen grandes sumas de dinero como recompensa. En una tienda, incluso le piden su autógrafo. Se había hecho famoso como criminal. Al morir, fue enterrado bajo los ritos indígenas, bárbaros; y no bajo los ritos occidentales civilizados. De esta manera, el protagonista y héroe William Blake viaja de un extremo civilizado hacia el opuesto; bárbaro y salvaje, junto a todas las contradicciones que eso pueda significar.

### La figura del indígena americano
El personaje que prefiere llamarse Nadie es la figura del indígena americano de esta película. La historia del personaje nos muestra una visión más moderna de lo que sucedió y sucede con los nativos del continente. Secuestrado por los ingleses a muy temprana edad, empezó siendo desfilado por las ciudades como un animal de circo. Buscando que los señores ingleses perdieran su interés por este joven salvaje, empezó a aprender el idioma inglés y la cultura occidental por sí solo, pero el interés sólo aumentó y sus amos decidieron meterlo a la escuela, donde aprendió de William Blake, poeta y pintor del siglo XVIII. Ya a mayor edad, planificó su viaje y se escapó de Inglaterra para volver a la tierra de su pueblo, a América. Al llegar de vuelta a su tierra y contar las historias por las que había pasado, su pueblo no le creyó y lo llamaron mentiroso. Lo nombraron Xebeche, que significa ‘el que habla fuerte, sin decir nada’. De esta manera, siendo rechazados por los dos lados del mundo, tanto el occidental como el indígena, queda condenado a vagar solo por el mundo. Se hace llamar Nadie por eso mismo, porque él funcionalmente ya no puede existir en ninguno de los mundos posibles. Esto se refleja en la posición del indígena hoy en día, que ya no puede ser completamente indígena en el mundo moderno, pero tampoco podrá formar parte del mundo blanco occidental. Por lo que quedan deambulando entremedio, en un no-ser, como Nadie.

### ElInfiernode William
En esta película existen dos planos que se unen en la historia: la del contable llamado William Blake y la de William Blake, poeta del siglo XVIII, específicamente con un libro que escribió: The Marriage of Heaven and Hell (El Matrimonio del Cielo y el Infierno). En este libro, el héroe o hablante lírico también viaja al Infierno, al igual que en la película el protagonista viaja a las tierras salvajes sin ley. Además, en la primera escena el mecánico del tren le pregunta a William por qué ha venido: “Aquí, en el Infierno”, repite. A lo largo la película existen varias referencias a poemas y obras de William Blake, pero esto se torna significativo cuando el protagonista cruza la última frontera de la civilización, hacia lo salvaje y desconocido. Allí, en el Infierno, se multiplican los diálogos que citan versos de la obra The Marriage of Heaven and Hell, específicamente de un poema llamado Proverbs of Hell (Proverbios del Infierno), que efectivamente es una recolección de los proverbios folclóricos del Infierno. La gran mayoría de estos proverbios son dichos por el indígena Nadie como enseñanzas para sobrevivir. Tales como:

“The eagle never lost so much time
as when he submitted to learn of the crow.”
(El águila nunca perdió tanto el tiempo
como cuando se sometió a aprender del cuervo.)

o

“Drive your cart and your plow
over the bones of the dead.”
(Maneja tu carreta y tu arado
por sobre los huesos de los muertos.)

De esta manera, la película presenta, además de la línea de acción en la superficie, otro plano de acción interliterario, que funciona como raíz a la historia y trama principal.

## Música
Neil Young grabó la banda sonora improvisando, mayormente con su guitarra eléctrica, con alguna guitarra acústica, piano y teclado, mientras miraba la recién editada película solo en un estudio de grabación.